# Epiphany (album Piotra Bańki)
Epiphany – ambientowo-pop-rockowy projekt Piotra Bańki wydany jako EP-ka w 2016 roku, na który złożyły się piosenki napisane przez kompozytora do tekstów sufickiego filozofa Jalalud Din Rumi’ego, w obsadzie na głosy operowe, chór i orkiestrę, instrumentarium elektroniczne i sekcję rockową.

## Lista utworów
1. Incantation (5:47)
2. I'm Part Of The Load (2:46)
3. Quod Tu Es Fui (4:35)
4. I Searched For God (3:48)
5. One Whisper Of The Beloved (4:39)
6. Epiphany (3:27)

## Wykonawcy
- Soliści: Aneta Tor - “Quod Tu Es Fui”; Agnieszka Tyrawska - “Incantation”; Ewa Szlachcic - “I Searched For God”, “One Whisper Of The Beloved”; Anna Jaśko - “I’m Part Of The Load”.
- Gitary: Piotr Bogutyn
- Partie chóralne w wykonaniu Chóru Politechniki Lubelskiej pod dyrekcją prof. Elżbiety Krzemińskiej.

## Nagrody
Otwierający album utwór “Incantation” został finalistą festiwalu Film Music Contest Kosice 2019 w kategorii Muzyka Filmowa.